# NGC 7009
NGC 7009, aussi appelé la nébuleuse Saturne ou encore Caldwell 55, est une nébuleuse planétaire située dans la constellation du Verseau. NGC 7009 a été découverte par l'astronome germano-britannique William Herschel en 1782.

## Historique des observations
William Herschel a écrit dans un article publié en 1785 dans la revue Philosophical Transactions of the Royal Society « I shall conclude this paper with an account of a few heavenly bodies, that from their singular appearance leave me almost in doubt of where to class them ». Il faisait bien entendu allusion à des nébuleuses planétaires et en particulier à NGC 7009 qu'il situait à 1,25° de l'étoile Nu Aquarii. Herschel mentionne dans ce papier l'apparence remarquablement circulaire de cet astre et qu'il peut difficilement l'associé à une nébuleuse à cause de son apparence planétaire. C'est ainsi que le terme nébuleuse planétaire est né.

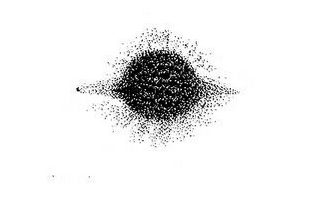
Dessin de NGC 7009 fait par William Parsons, dit lord Rosse.

La nébuleuse a ensuite été observée par le français Joseph Lalande (1801), le germano-balte Wilhelm Struve (1825), le britannique John Herschel (1825), mais c'est à lord Rosse à qui l'on doit le nom de « nébuleuse Saturne » à cause de sa forme allongée qui lui rappelait les anneaux de Saturne.
L'observation de Lalande mérite une remarque, car il s'agit de l'un des cas pour lequel son catalogue d'étoiles publié en 1801 contient un objet qui n'est pas une étoile. Deux observations de Neptune faites les 8 et 10 mai 1795 sont également inscrites dans ce catalogue.

## Observation
Avec une magnitude visuelle apparente de 8,0, on peut observer NGC 7009 avec des jumelles dont l'ouverture est de 40 à 50 mm ou avec un petit télescope.

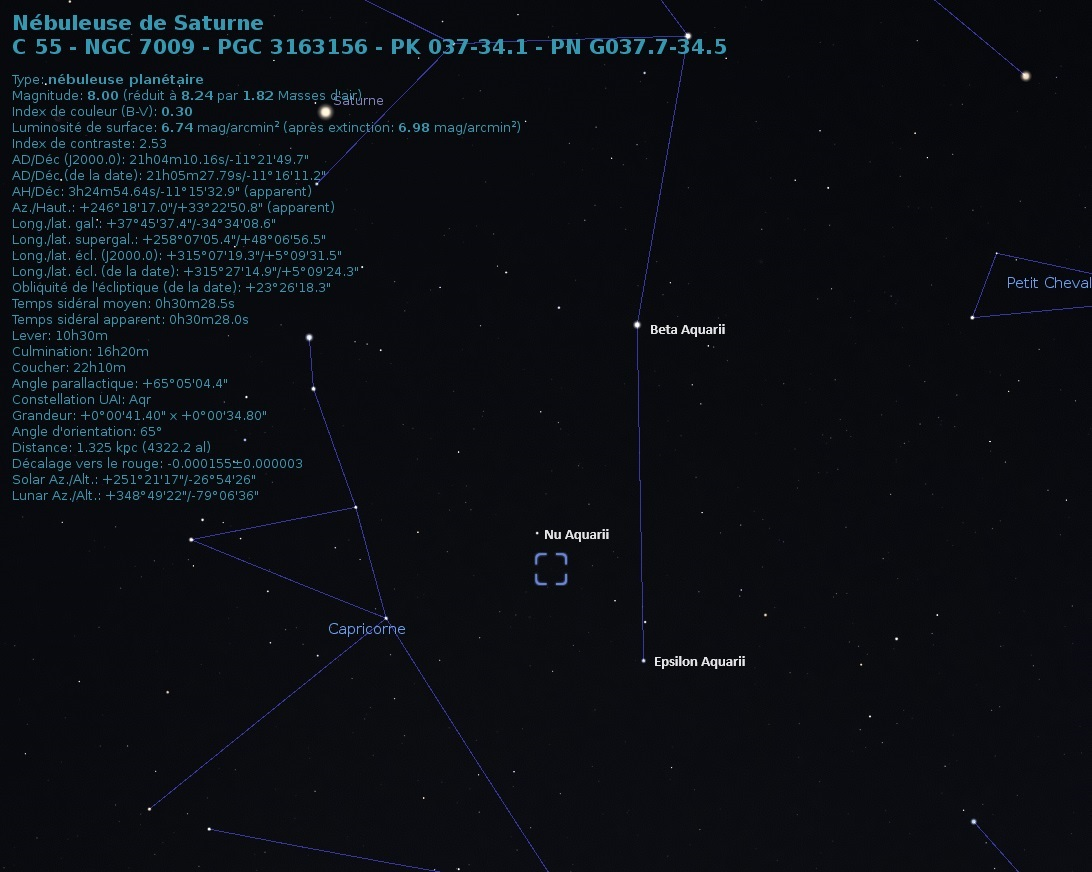
Localisation de NGC 7009 dans la constellation du Verseau (Stellarium).

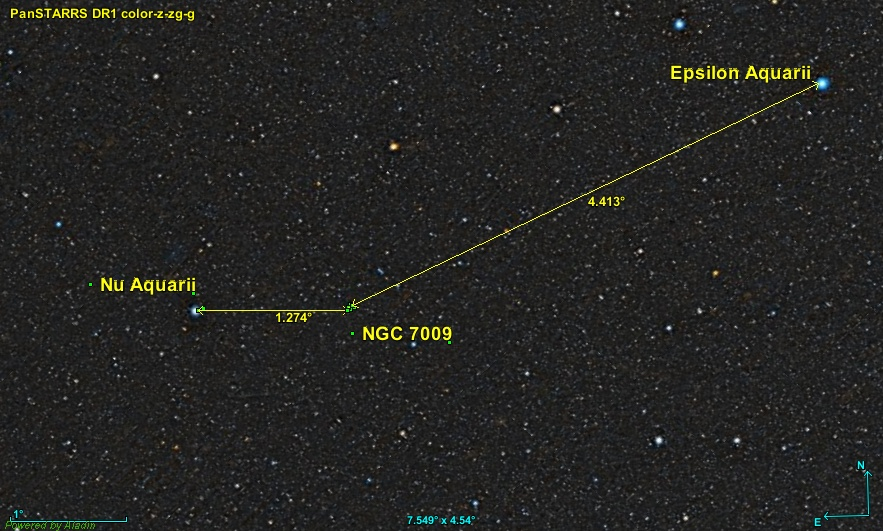
Position de NGC 7009 par rapport à deux étoiles de la constellation du Verseau.

La nébuleuse NGC 7009 est située à environ 1,3 degrés presque directement à l'ouest de l'étoile Nu Aquarii et à environ 4,4 degrés au sud-est d'Epsilon Aquarii.

## Caractéristiques

### Distance, taille et vitesse
Le logiciel en ligne Aladin Lite permet de consulter les données astronomiques de plusieurs catalogues, dont le « GAIA EARLY DATA RELEASE 3 (GAIA EDR3) ». Pour NGC 7009, Gaia EDR3, la parallaxe de NGC 7009 est égale à 0,812 3 ± 0,056 5 mas, ce qui correspond des valeurs de la distance comprises entre environ 1 151 pc (∼3 750 al) et environ 1 323 pc (∼4 320 al) (1231+92
−80 pc).
Le grand axe de cette nébuleuse elliptique mesure 0,707' et son petit axe 0,523', ce qui, compte tenu de la distance et grâce à un calcul simple, équivaut à une taille réelle de 0,83 ± 0,06 al × 0,61 ± 0,04 al. Selon Corradi et ses collègues, NGC 7009 est entourée d'un halo très asymétrique dont la taille est 14" × 60". Si l'on tient compte de ce halo, la taille réelle de cette nébuleuse atteint dans sa plus grande dimension 2,6 ± 0,6 al.

### Âge
L'âge cinématique d'une nébuleuse planétaire peut être estimé à partir de sa vitesse d'expansion. En supposant une distance d'environ 1,4 kpc (∼4 570 al), ce qui est près des estimations modernes, Sabbadin et ses collègues ont estimé dans une publication de 2004 que NGC 7009 était âgé de 6 000 ans. Une étude plus récente 2021 lui attribue un âge largement supérieur, soit  52 680 ans.

### Halo

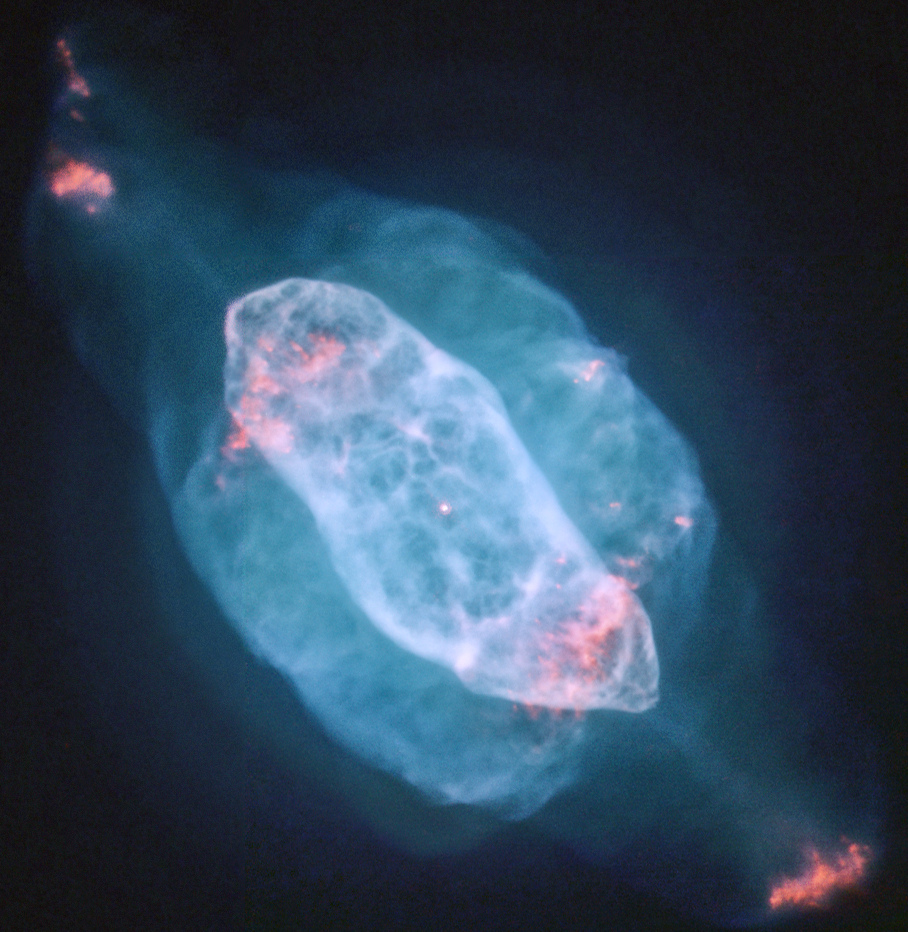
NGC 7009 par le télescope spatial Hubble.

NGC 7009 est un exemple fascinant de nébuleuse planétaire elliptique hautement excitée contenant des anneaux circumnébulaires, des jets et des FLIER (en) (de l'anglais Fast Low-Ionization Emission Region). Un halo entoure également la nébuleuse est ses multiples coquilles. À chaque extrémité se trouvent des poignés, ce qui lui conférait dans les anciens télescopes un aspect semblable à Saturne. La nébuleuse renferme aussi des filaments et des nœuds.
Selon Schönberner et Steffen, dans un article publié en 2024 qui est en quelque sorte un résumé des connaissances acquises sur une douzaine des nébuleuses planétaires, étude qui cite plusieurs références, la vitesse interne du vent du halo de la nébuleuse de NGC 7009 est de 2 770 km/s et sa luminosité est de 1,4 {\displaystyle L_{\odot }} (log10= 0,15). Sa perte de masse par année est de 2,24 * 10-9 {\displaystyle M_{\odot }}/an (log10=-8,65). La luminosité de la nébuleuse dans le domaine des rayons X est de 8,23 * 10-3 {\displaystyle l_{\odot }} (log10=-2,08).

### Étoile centrale
La température de l'étoile centrale est d'environ 83 000 K ({\displaystyle logT=4,95}), sa masse est estimée entre 0,61 et 0,62{\displaystyle M_{\odot }} et sa luminosité est un peu supérieure à 5000 {\displaystyle L_{\odot }} ({\displaystyle log(L/L_{\odot })=3,70}).  Selon Corradi et ses collègues, la température de l'étoile centrale est d'environ 85 100 K  ({\displaystyle logT=4,93}) et sa luminosité est de 3630 {\displaystyle L_{\odot }} ({\displaystyle log(L/L_{\odot })=3,56}).
Selon une source plus récente 2021, l'étoile au centre de cette nébuleuse est de type spectral O(H). Sa magnitude visuelle est égale à 12,87 et sa masse est estimée à 1,066 {\displaystyle M_{\odot }}. Sa température de surface atteint les 87 kK ({\displaystyle Log(T_{eff})=4,94}) et sa luminosité est égale à 2 818 {\displaystyle L_{\odot }} ({\displaystyle Log(L/L{\odot })=3,45}). Le rayon de la nébuleuse est estimé à 0,072 pc et son âge est de 52 680 ans.
Selon Schönberner et Steffen, le type spectral de l'étoile au centre de NGC 6543 est des type OH. Sa température effective est de 82 kK et sa luminosité est de 3,24 * 103 {\displaystyle l_{\odot }} (log10=3,51). Notons que Schönberner et ses collègues ont adopté une distance d'environ 1,23 kpc (∼4 010 al) pour déterminer les valeurs qu'ils proposent.

## Galerie

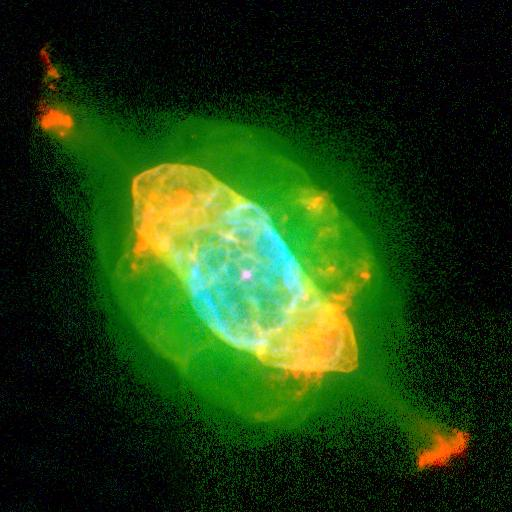
NGC 7009 par le télescope spatial Hubble.
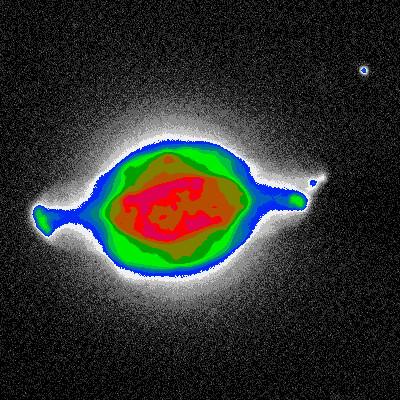
Image de NGC 7009 en pseudo couleur afin de mettre en valeur ses diverses structures.
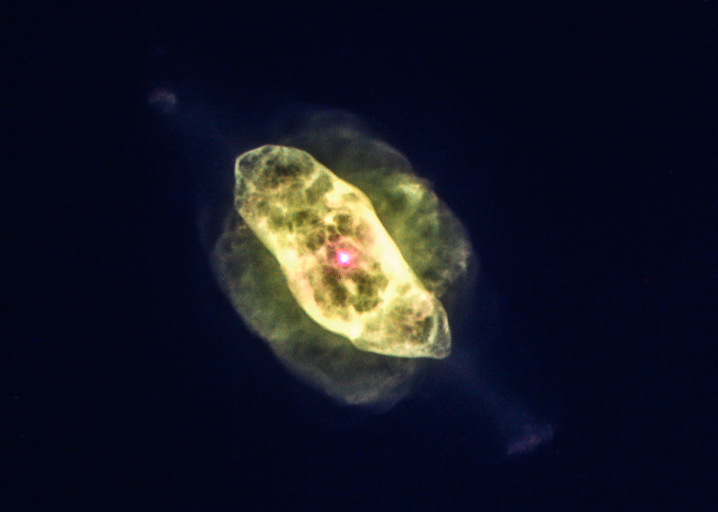
Autre interprétation des données captées par le télescope spatial Hubble.
Image de NGC 7009 capté par le télescope de l'observatoire Gemini North en 2006.
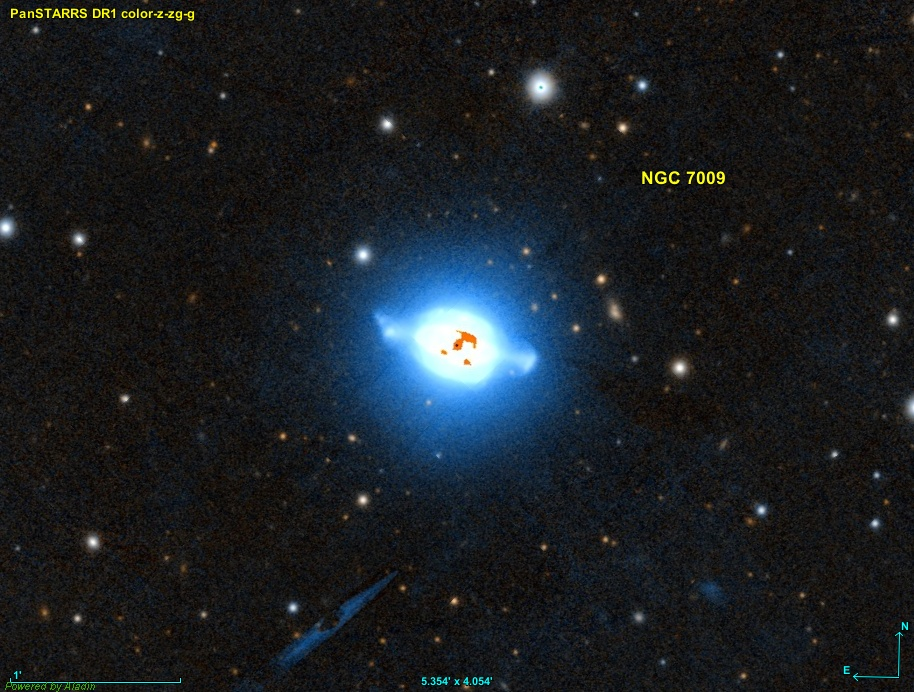
NGC 7009 par le relevé Pan-STARRS.